# Мая Мешкулейт
Мая Мешкулейт (28 липня 2001 , Ванкувер, Британська Колумбія ) — канадська веслувальниця, срібна призерка Олімпійських ігор 2024 року.

## Виступи на Олімпіадах
| Олімпіада  | Дисципліна | Місце |
| ---------- | ---------- | ----- |
| Париж 2024 | вісімки    | 2     |

## Зовнішні посилання
- Мая Мешкулейт на сайті World Rowing (англійська)
- Мая Мешкулейт на сайті Olympics.com (англійська)